# 白滝村 (愛媛県)
白滝村（しらたきむら）は、1955年（昭和30年）まで愛媛県喜多郡にあった村であり、現在の大洲市の北部、肱川下流にあたる。

## 地理
現在の大洲市の北部。肱川の河口から約4〜6キロ南に遡上した地点に位置し、東は壺神山を境に下灘村に接する。壺神山の西麓から、肱川の支流の一つ、田淵川や白滝川が西流し、肱川に注ぐ。
地名の由来
名所白滝にちなむ。

## 歴史
藩政期
- 大洲藩領。

明治以降
- 1876年（明治9年） - 開通小学校開校。
- 1889年（明治22年） 12月15日 - 市制・町村制実施により、柴村（しばむら）と滝川村（たきかわむら）が成立。喜多郡に属す。
- 1918年（大正7年） 2月14日 - 愛媛鉄道が開通（後の国鉄予讃線の一部）、滝川村大字加屋に加屋駅設置。
- 1922年（大正11年）1月1日 - 柴村と滝川村が合併して白滝村となる。
- 1935年（昭和10年）　加屋駅が伊予白滝駅と改称される。
- 1955年（昭和30年） 1月1日 - （旧）長浜町、喜多灘村、櫛生村、出海村、大和村との合併により、新たな長浜町となる。

```
白滝村の系譜
（町村制実施以前の村）　（明治期）
　　　　　　　　　　　　町村制施行時
柴　　　　━━┓
　　　　　　　┣━━━　 柴村　 ━━━━━┓
下須戒　　━━┛　　　　　　　　　　　　　┃（大正11年1月1日合併）
　　　　　　　　　　　　　　　　　　　　　┣━━　白滝村　━━━━┓
戒川　　　━━┓　　　　　　　　　　　　　┃　　　　　　　　　　　┃（昭和30年1月1日）
加屋　　　━━╋━━━　滝川村　━━━━━┛　　　　　　　　　　　┣━━　長浜町
大越　　　━━┛　　　　　　　　　　　            長浜町　　━━━┫
　　　　　　　　　　  　　　　　　　　　　　　　　喜多灘村　━━━┫
　　　　　　　　　　　　　　　　　　　　　　　　　櫛生村　　━━━┫
　　　　　　　　　　　　　　　　　　　　　　　　　出海村　　━━━┫
　　　　　　　　　　　　　　　　　　　　　　　　　大和村　　━━━┛

（注記）長浜町ほかの合併まで、及び長浜町の平成の合併の系譜については、それぞれの町村の記事を参照のこと。

```

## 行政
役場
役場は大字加屋においた。

## 経済

### 産業
農業
米、雑穀、大豆、柿、栗、しいたけ、ミカン等を産する。『大日本篤農家名鑑』によれば、柴村の篤農家は「宮部直尋、木谷和三郎」、滝川村の篤農家は「樫尾訥蔵、竹内嘉直」などである。

## 地域
滝川村は大越（おおごし）、戒川（かいかわ）、加屋（かや）の3つの旧村からなり、そのまま大字となって、さらに白滝村になっても続いた。柴村は、柴村と下須戒（しもすがい）の一部が合併して成立したもので、大字は柴一つとし、白滝村になってからも続いた。結局、白滝村になってからは、合併前の4つの大字が続き、長浜町になっても受け継がれた。
おおむね肱川の右岸が加屋で比較的家屋が密集している。その下流側に大越、左岸の山腹に柴、戒川は加屋で肱川に合流する田淵川をさかのぼった中腹にあたり、小規模な集落が山腹に点在している。加屋（後に白滝）の東には崖が迫り、白滝を形成している。

## 交通
- 予讃線 伊予白滝駅